# 평화네트워크
평화네트워크는 대한민국의 NGO이다. 평화네트워크 구성원들은 창립선언문에서 "북한·통일·평화 문제에 대한 담론구조에서 상당한 비중을 차지하고 있는 언론에 대한 상시적인 모니터링을 통해 언론의 허위·과장·왜곡 보도를 지적하고, 모니터링 결과를 정기적으로 인터넷에 공개함으로써 언론보도의 문제점과 의제 설정의 편향과 한계에 대해 일반시민·학생들과 함께 공유하고자 한다. 또한 언론의 의제설정을 뛰어넘어 한반도 평화와 통일에 절실한 의제를 적극적으로 이슈화함으로써 협소한 담론구조를 확장시키고자 한다. 이러한 활동을 통해 한반도문제에 대한 의사소통의 활성화와 올바른 여론형성을 도모하여, 물리적인 냉전구조 못지않게 고착화된 냉전적 의식구조를 극복하고, 자유롭고 평등한 평화공동체 실현에 기여하고자 한다"라고 평화네트워크 창립 취지를 밝혔다.
홈페이지: https://blog.naver.com/peace_network
주소: 서울시 마포구 월드컵로 25길 55, 5층
전화: 02-733-3509
대표메일: peace-network@daum.net

## 같이 보기
- 정욱식